# 波特蘭鎮區 (愛荷華州普利茅斯縣)
波特蘭鎮區（英語：Portland Township）是位於美國愛荷華州普利茅斯縣的一個行政鎮區。

## 地方資料
根據2010年美國人口普查的數據，波特蘭鎮區的面積為96.22平方千米，當中陸地面積為96.07平方千米，而水域面積為0.15平方千米。當地共有人口1755人，而人口密度為每平方千米18.24人。